# WR 136
WR 136 (другие обозначения — V1770 Cyg, AG+38 1977, GSC 03151-01765, BD+37 3821, HD 192163, HIC 99546, HIP 99546, GC 28056, SAO 69592, IRAS 20102+3812, 2MASS J20120654+3821178) — звезда класса Вольфа-Райе в созвездии Лебедя. Звезда находится в центре туманности NGC 6888 («Туманность Полумесяц») на расстоянии около 6 700 световых лет от Земли. Звезда WR 136 в 5,10 раз больше и в 21 раз тяжелее Солнца, температура её поверхности около 70 800 К. Светимость звезды WR 136 примерно в 600 000 раз больше Солнца, а её возраст оценивается в 4,7 млн лет. Предположительно, в ближайшие нескольких миллионов лет WR 136 вспыхнет, как сверхновая.